# ماريانو باريتو
ماريانو باريتو (بالبرتغالية: Mariano Jerónimo Barreto‏) هو لاعب كرة قدم ومدرب كرة قدم برتغالي، ولد في 18 يناير 1957 في غوا في الهند. لعب مع أيل ليماسول.

## وصلات خارجية
- ماريانو باريتو على موقع قاعدة بيانات كرة القدم.إي يو (الإنجليزية)
- ماريانو باريتو على موقع Soccerway.com (الإنجليزية)
- ماريانو باريتو على موقع عالم كرة القدم.نت (الإنجليزية)
- ماريانو باريتو على موقع اللجنة الأولمبية الدولية (الإنجليزية)
- ماريانو باريتو على موقع أوليمبيديا (الإنجليزية)